# Razkrižje
Razkrižje là một khu tự quản (tiếng Slovenia: občine, số ít – občina) trong vùng Pomurska của Slovenia. Razkrižje có diện tích 9.8 km2, dân số là theo điều tra ngày 31 tháng 3 năm 2002 là 1215 người. Thủ phủ khu tự quản Razkrižje đóng tại Razkrižje.